# Нусантара
Нусантара (инд. Nusantara, Ibu Kota Nusantara) је будући главни град Индонезије.  
Планови за формирање нове престонице су настали 2019, а грађевински радови су почели 2021. године. Град ће као престоница заменити Џакарту, која је била престоница од 1945, због инфраструктурних и еколошких проблема Џакарте. 
Град је планиран на источној обали острва Борнео (Калимантан) у провинцији Источни Калимантан. Површина предвиђена за регион главног града је 2560 км², за сам град 561,8 км², док централна зона за државне институције има 68,56 км². На том простору се налазе брда, шуме и морски залив. Планира се да ће регион главног града у будућности имати статус засебне провинције, слично статусу који данас има Џакарта. Регион ће да обухвати постојеће градове Баликпапан и Самаринда.
Реч Нусантара потиче из старојаванског језика и спој је речи „нуса”=острва и „антара”=спољна. Из перспективе острва Јаве, Нусантара представља „спољна острва”.
Пренос седишта државних органа и проглашење Нусантаре главним градом је било планирано за 17. август 2024. године, али, због кашњења са радовима, на тај дан је само одржана прослава Дана независност Индонезије у будућој председничкој палати.